# أوسكار فيلتسمان

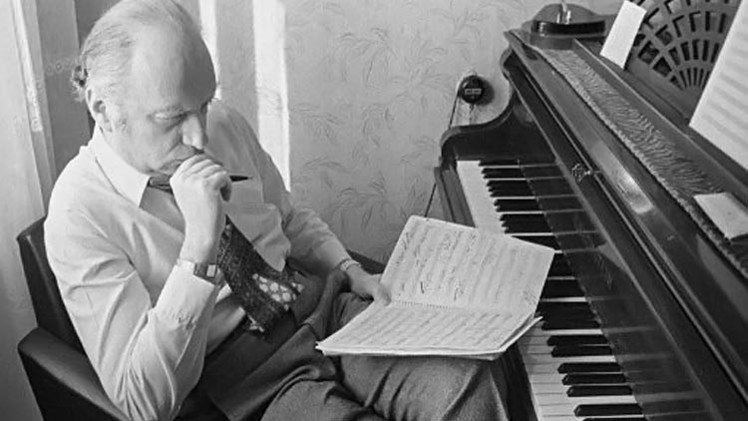
أوسكار فيلتسمان

أوسكار بوريسفيتش فيلتسمان (بالروسية: Оскар Борисович Фельцман) ملحن وموسيقار سوڤييتي، ألّف مئات الأغنيات والأهازيج الشعبية الروسية.

## ولادته وحياته
ولد أوسكار بوريسوفيتش فيلتسمان في 18 فبراير من العام 1921 في مدينة أوديسا. وكان والده جراح عظام، كما أنه كان عازفا محترفا على البيانو، وهو ما مكَّنَ الملحن منذ طفولته من حضور كافة حفلات الملحنين والمطربين الذين كانوا يزورون أوديسا.
وقد بدأ فيلتسمان بدراسة الموسيقى وهو في سن الخامسة، أما مقطوعته الأولى على البيانو والتي حملت اسم «الخريف» فقد ظهرت بعد عام وهو في السادسة من العمر.
وفي العام 1939 أنهى فيلتسمان مدرسة ستوليارسكي، والتحق بعدها بكلية الملحنين في كونسرفتوار موسكو.
وإبان الحرب الوطنية العظمى (الحرب العالمية الثانية) تم إجلائه إلى مدينة نوفوسيبيرسك، حيث أصبح -وهو في سن العشرين- السكرتير المسؤول في اتحاد الملحنين بسيبيريا إلى أن قفل عائدًا إلى موسكو في عام 1945.
وتضم أعمال فيلتسمان الإبداعية روائع الأغاني مثل «أنا مؤمن يا أصدقاء» و «إكليل الدانوب» و «تلف الأغنية وتدور» و «يا رجال الجبهة علقوا الأوسمة» و «سلام على بيتك» و «نصف ساعة قبل الربيع» و14 دقيقة على البدء.

## وفاته
توفي أوسكار بوريسوفيتش فيلتسمان في 4 فبراير عام 2013م في موسكو ودفن في مقبرة نوفوديفيتشي بموسكو.

## روابط خارجية
- أوسكار فيلتسمان على موقع IMDb (الإنجليزية)
- أوسكار فيلتسمان على موقع ميوزك برينز (الإنجليزية)
- أوسكار فيلتسمان على موقع ديسكوغز (الإنجليزية)